# Zločin iz mržnje
Zločin iz mržnje je kazneno djelo počinjeno zbog rasne pripadnosti, boje kože, vjeroispovijesti, nacionalnog ili etničkog podrijetla, invaliditeta, spola, spolnog opredjeljenja ili rodnog identiteta druge osobe.
Čl. 17. Europske konvencije o ljudskim pravima zabranjuje zlouporabu prava slobode izražavanja na način da koristeći se pravima zajamčenim konvencijom ta ili druga ljudska prava djelatno ugrožavaju ili ukidaju. Čl. 14. Konvencije štiti od diskriminacije po bilo kojoj osnovi kao što je spol, rasa, boja kože, jezik, vjeroispovijed, političko ili drugo mišljenje, nacionalno ili društveno podrijetlo, pripadnost nacionalnoj manjini, imovina, rođenje ili drugi status. Iz svega navedenog jasno proizlazi kako govor mržnje ne predstavlja zaštićeni oblik slobode izražavanja.